# Hakimullah Mehsud
Hakimullah Mehsud (* zirka 1979 als Jamshed Mehsud in Südwasiristan; † 1. November 2013 in Nordwasiristan) war ein pakistanischer Islamist. Er war seit 2009 Anführer der Tehrik-i-Taliban Pakistan (TTP). Sein Vorgänger in dieser Position war Baitullah Mehsud, zu dem er in keinem verwandtschaftlichen Verhältnis stand. Am 1. September 2010 setzte das Außenministerium der Vereinigten Staaten Mehsud und die TTP auf die Liste der Specially Designated Global Terrorists, was finanzielle Sanktionen gegen sie unterstützende Netzwerke erlaubt, und schrieb zugleich eine Belohnung von fünf Millionen Dollar für Hinweise aus, die zu seiner Ergreifung führen. Als Führer der Tehrik-i-Taliban war Mehsud eine wichtige Figur im Konflikt in Nordwest-Pakistan.
2010 berichtete der pakistanische Geheimdienst Inter-Services Intelligence (ISI) vom Tod Mehsuds. Am 15. Januar 2012 wurde vom ISI abermals behauptet, Mehsud sei von einer Drohne getötet worden. Die TTP dementierten die Angaben. Am 1. November 2013 berichteten mehrere Medien, Mehsud sei bei einem Drohnenangriff der US-Armee auf ein in einer Taliban-Anlage stehendes Fahrzeug in Nord-Wasiristan von zwei Raketen getroffen und ebenso wie weitere Personen getötet worden. Das pakistanische Militär und diesmal auch die Taliban bestätigten seinen Tod.